# Villeneuve-sur-Auvers
Villeneuve-sur-Auvers é uma comuna francesa na região administrativa da Ilha-de-França, no departamento de Essonne. Estende-se por uma área de 7,07 km². Em 2010 a comuna tinha 618 habitantes (densidade: 87,4 hab./km²).